# Belmonte de Miranda
Belmonte de Miranda (em asturiano: Balmonte) é um concelho (município) da Espanha na província e Principado das Astúrias. Tem 208 km² de área e em 2019 tinha 1 489 habitantes (densidade: 7,2 hab./km²).

## Demografia
| Variação demográfica do município entre 1991 e 2004 | Variação demográfica do município entre 1991 e 2004 | Variação demográfica do município entre 1991 e 2004 | Variação demográfica do município entre 1991 e 2004 |
| --------------------------------------------------- | --------------------------------------------------- | --------------------------------------------------- | --------------------------------------------------- |
| 1991                                                | 1996                                                | 2001                                                | 2004                                                |
| 2828                                                | 2456                                                | 2159                                                | 2054                                                |